# Herbert Falk (Politiker)
Herbert Falk (* 28. November 1929 in Hahnbach; † 25. Dezember 1994 in München) war Abgeordneter im Bayerischen Landtag.
Er wurde 1929 als erster von drei Söhnen eines Hahnbacher Sattlers geboren. Gemeinsam mit seinem älteren Bruder Adolf und seinem jüngeren Bruder Rudolf Falk,
wuchs er in Hahnbach auf. Er überlebte den Zweiten Weltkrieg unverletzt und startete seine politische Karriere als Bürgermeister von Hahnbach. Nach einigen Jahren wurde er Abgeordneter von Amberg im Bayerischen Landtag. Auf Grund mehrere regionaler politischer Erfolge wurde er mehrfach wiedergewählt, bis er 1992 auf Grund von gesundheitlicher Probleme nicht mehr antrat. 1994 starb er im Münchner Klinikum Rechts der Isar an Lungenkrebs. Er hinterließ seine Frau Rita Falk. 
Er wurde von der Gemeinde Hahnbach für seine Verdienste zum Ehrenbürger ernannt und die Straße, in der das heutige Rathaus von Hahnbach steht, trägt seinen Namen.